# Flávio Meireles
Flávio Miguel Magalhães Sousa Meireles, noto semplicemente come Flávio Meireles (Ribeira de Pena, 3 ottobre 1976), è un dirigente sportivo, allenatore di calcio ed ex calciatore portoghese, di ruolo centrocampista, direttore sportivo del Vitória Guimarães.

## Palmarès

### Giocatore

#### Competizioni nazionali
- Segunda Liga: 1

Moreirense: 2001-2002
- Segunda Divisão: 1

Moreirense: 2000-2001